# Coleophora cythisanthi
Coleophora cythisanthi é uma espécie de mariposa do gênero Coleophora pertencente à família Coleophoridae.